# ادوارد دوبینسکی
ادوارد دوبینسکی (روسی: Эдуард Исаакович Дубинский؛ ۶ آوریل ۱۹۳۵ – ۱۱ مهٔ ۱۹۶۹) بازیکن فوتبال اهل اتحاد جماهیر شوروی سوسیالیستی بود.
از باشگاه‌هایی که در آن بازی کرده‌است می‌توان به باشگاه فوتبال زسکا مسکو، باشگاه فوتبال آرسنال کی‌یف، و باشگاه فوتبال متالیست خارکوف اشاره کرد.
وی همچنین در تیم ملی فوتبال شوروی بازی کرده‌است.